# Piraera
Piraera est une municipalité du Honduras, située dans le département de Lempira. La municipalité comprend 10 villages et 105 hameaux.

## Source de la traduction
- (en) Cet article est partiellement ou en totalité issu de l’article de Wikipédia en anglais intitulé « Piraera » (voir la liste des auteurs).